# Suavina

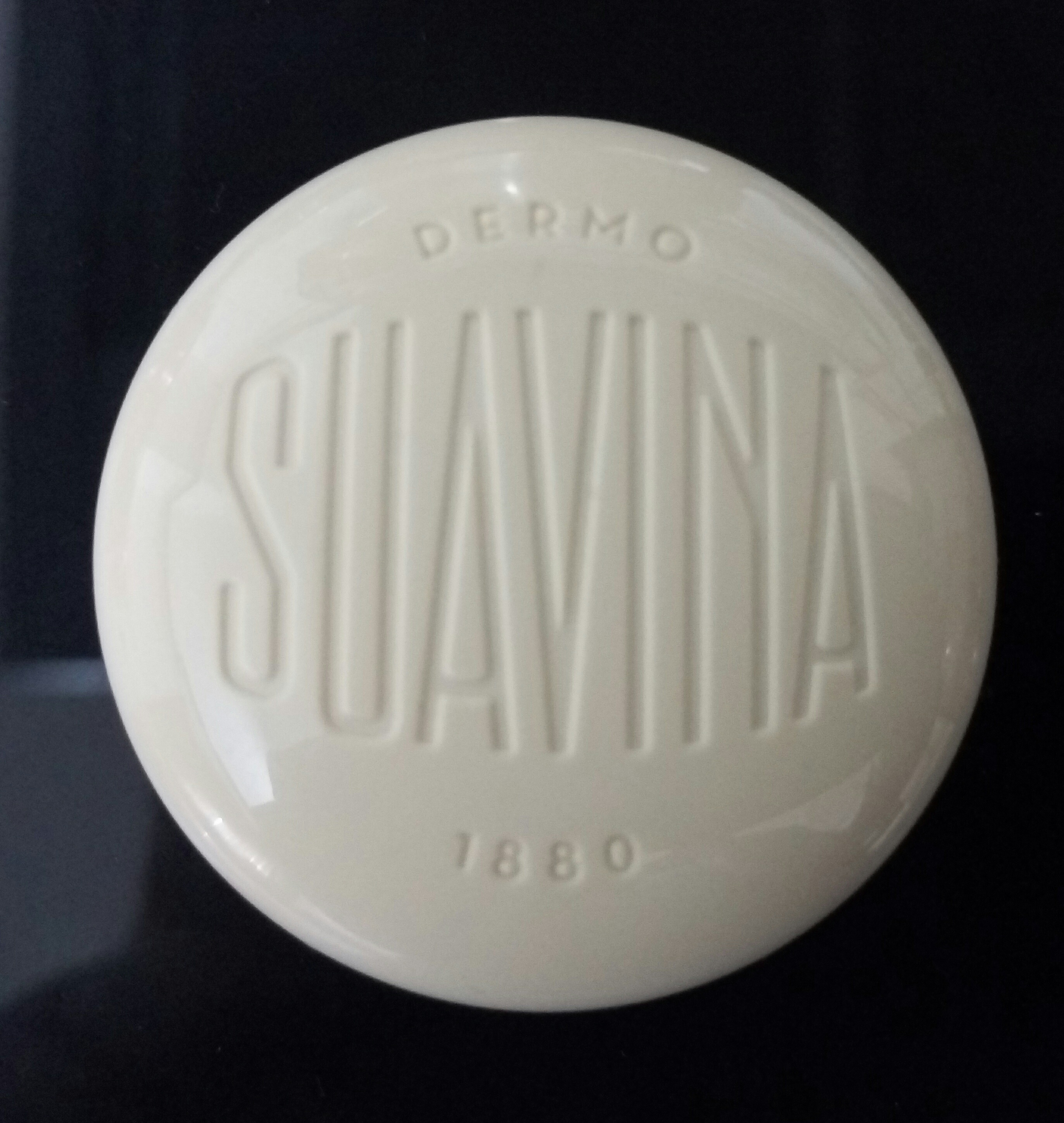
Bote de Suavina

Dermo Suavina es una pomada vendida en farmacias contra los labios agrietados y picores de nariz creada a finales del siglo XIX por el farmacéutico Vicente Calduch Solsona.

## Historia
Vicente Calduch Solsona creó el por entonces popularmente llamado "ungüent de Vila-real" (Ungüento de Villarreal) como remedio para los labios cortados y agrietados que sufrían los trabajadores del campo en su farmacia de la localidad castellonense de Villarreal.
En 1909, su hijo Vicente Calduch Almela trasladó la farmacia familiar a la calle Enmedio de Castellón de la Plana, para la que obtuvo permiso para la realización de fórmulas magistrales, entre ellas la de la Suavina, que actualmente aún conservan de la mano de su tataranieto Vicente Calduch Belles.

## Componentes y fabricación
La Suavina es un preparado de vaselina con esencias auranciádeas mentol y limón, creada artesanalmente en la farmacia familiar.
La Dermo Suavina Calduch, vende alrededor de 100.000 cajas en farmacias de la Comunidad Valenciana, Cataluña, Zaragoza e internet a través de distribuidores farmacéuticos.

## Cultura popular
La Suavina ha recibido el reconocimiento del público debido a sus efectos sobre la piel.
Además, su icónica imagen que no ha variado desde su creación, se ha convertido en un símbolo de la ciudad de Castellón, reproduciéndose en camisetas y souvenires, y dedicándosele variadas exposiciones, desde históricas hasta artísticas.
La caja de Dermo Suavina Calduch se ha convertido también en elemento de coleccionismo debido a su poca invariabilidad en el tiempo.
Como curiosidad, el Villarreal Club de Fútbol recibe, entre otros, el apodo de "Suavina" debido a que ésta fue creada en dicha localidad por el padre de uno de los fundadores y primer presidente del club, José Calduch Almela.